# Château de la Martinière (Bièvres)
Pour les articles homonymes, voir Château de la Martinière.
Le château de la Martinière est un château français situé dans la commune de Bièvres, en pays Hurepoix, aujourd'hui le département de l'Essonne et la région Île-de-France, à quinze kilomètres au sud-ouest de Paris.

## Situation
| \| Localisation du château de la Martinière dans l'Essonne. · Château de la Martinière \| Localisation du château de la Martinière dans l'Essonne. |
| Localisation du château de la Martinière dans l'Essonne. · Château de la Martinière                                                                |

Le château de la Martinière est situé dans le centre-ville de Bièvres en Essonne, au numéro 9 de la rue Léon Mignotte, dans la vallée de la Bièvre, à proximité de la frontière avec les départements des Yvelines et des Hauts-de-Seine.

## Histoire
Le château de la Martinière a été construit entre 1740 et 1765 alors que Bièvres était sous l'influence du château de Versailles tout proche, pour le nouveau seigneur du lieu, Germain Pichault de La Martinière, chirurgien et conseiller d'État de Louis XV puis Louis XVI. Il est acquis en 1810 par la famille Dollfus. Au XIXe siècle, l'aile ouest fut détruite, les façades du corps principal modifiées. En 1890, les communs furent à leur tour modifiés. Sous l'occupation allemande, le château fut réquisitionné. À la libération, il revint au département de Seine-et-Oise. Le 19 septembre 1963, le château est inscrit au titre des monuments historiques. Le château fut longtemps propriété de la Mairie de Paris (qui l'utilisait pour des jeunes ou des séminaires...), qui l'a vendu en 2018 au conseil général de l'Essonne.
Le parc a été loti en de petites résidences fermées entre 1985 et 1990 afin de financer la restructuration et l'entretien du domaine.

## Architecture
Le château est construit en meulière et calcaire enduit. Un corps principal étroit à deux niveaux, augmenté sur la façade septentrionale d'une avancée coiffée d'un fronton est complété à l'est par une aile carrée, l'aile ouest, symétrique a été détruite au XIXe siècle. Le tout est couvert par un toit à longs pans d'ardoise sur le dernier étage mansardé.

## Galerie

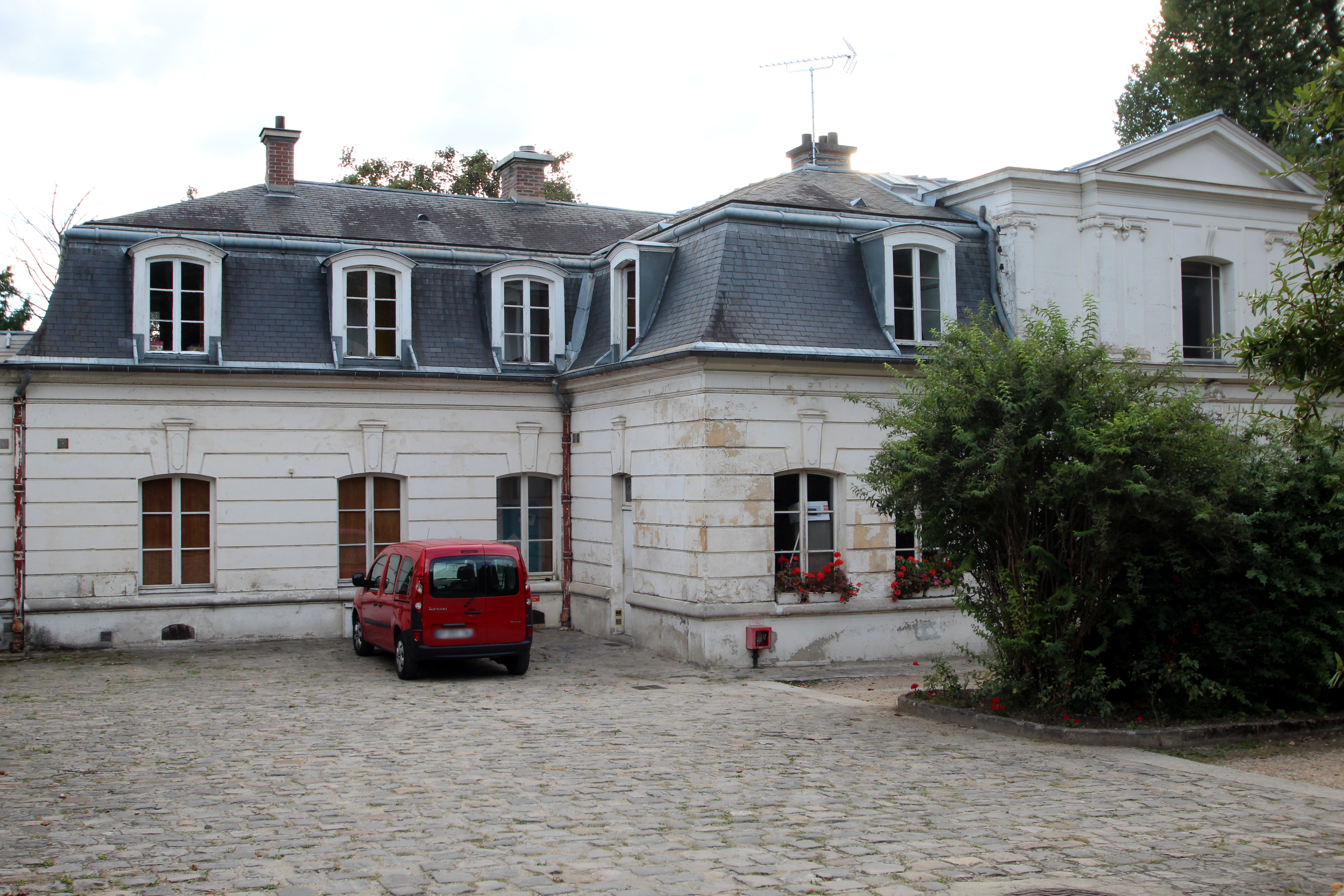
Château vu depuis la grille.
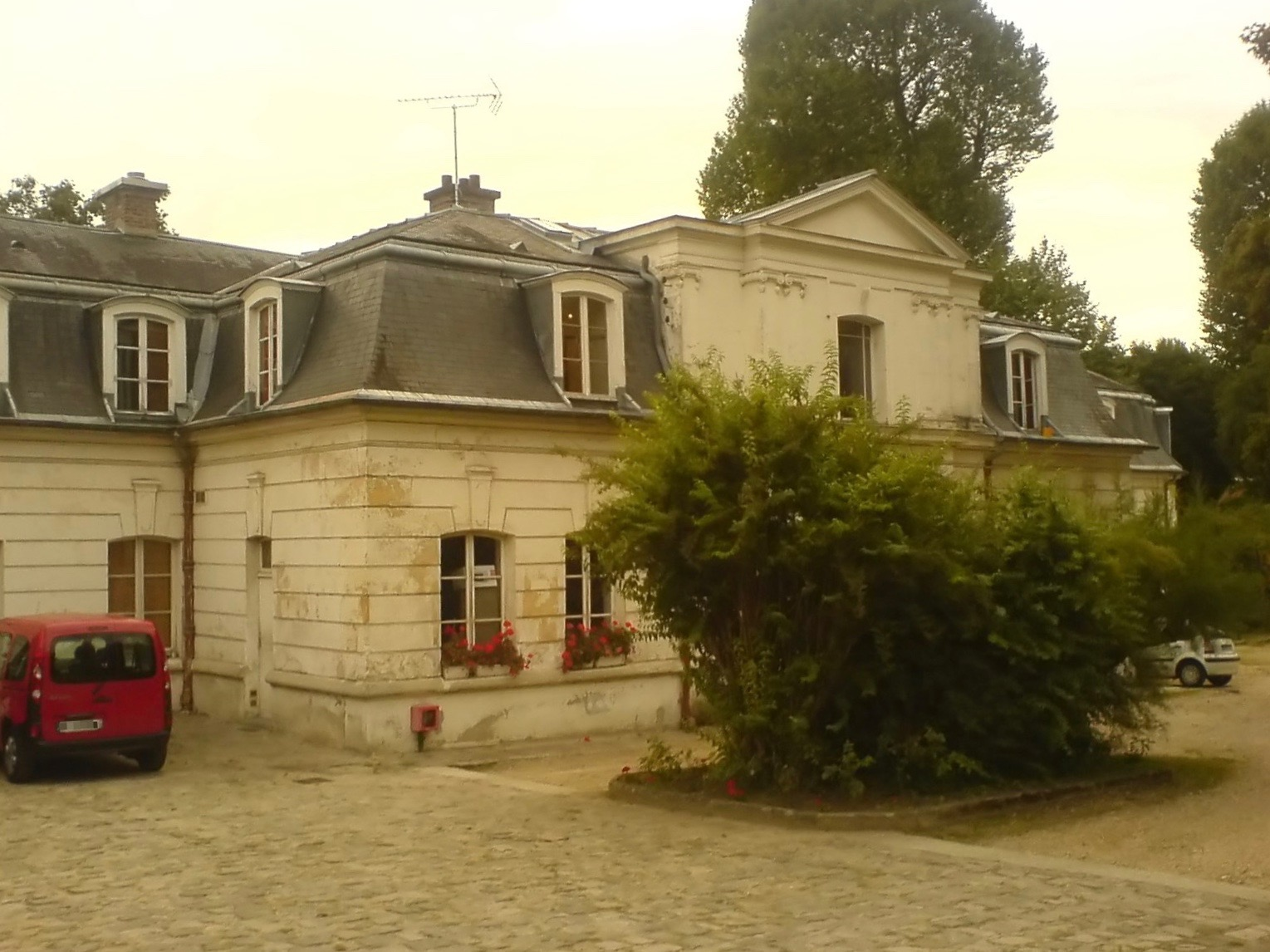
Façade complète du château.
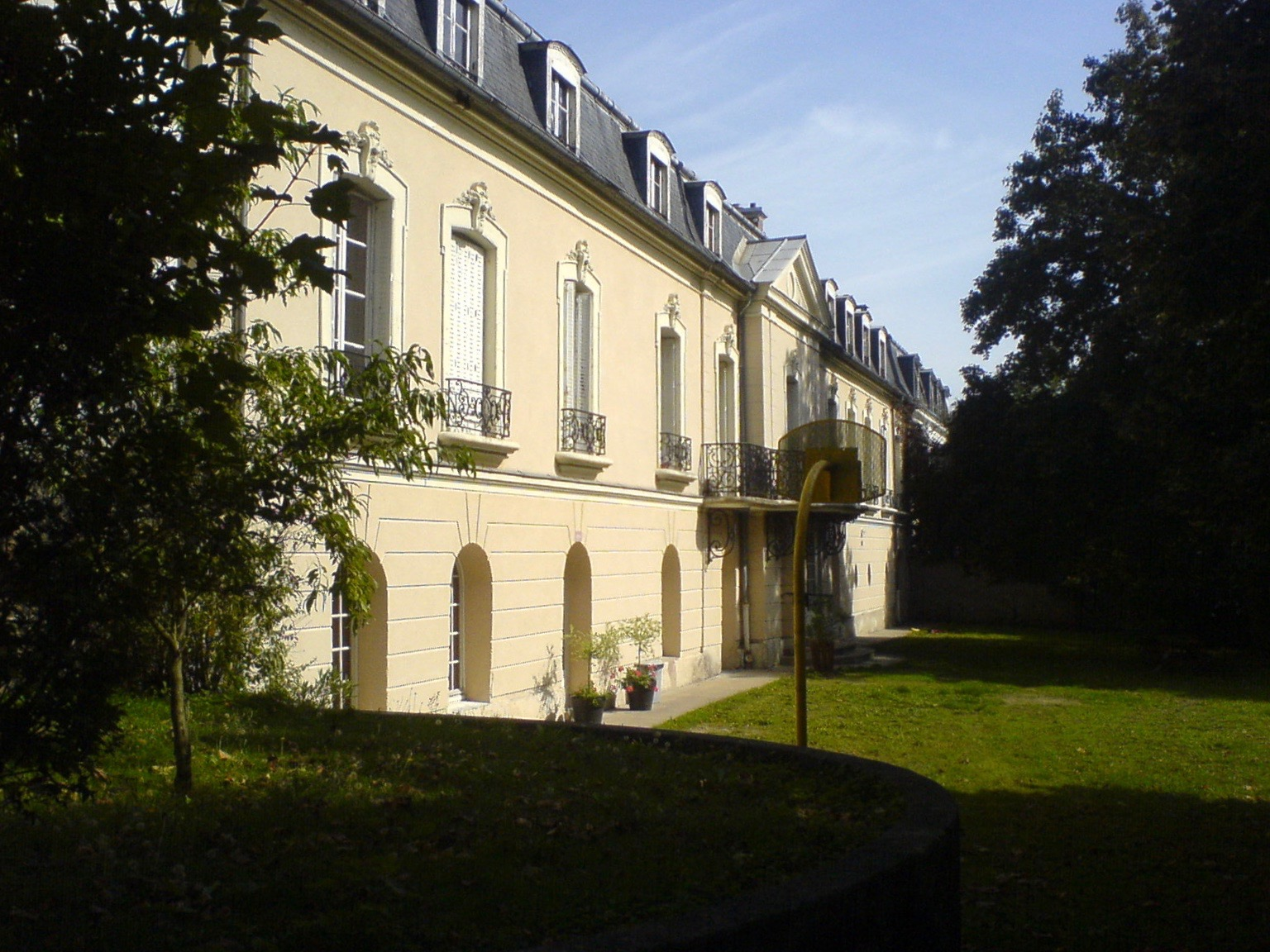
Château vu côté parc.

## Pour approfondir